# Мидия (фрегат, 1843)
«Мидия» — парусный 60-пушечный фрегат Черноморского флота Российской империи. Участник Крымской войны. Назван в память о взятии 18 августа 1829 года турецкой крепости Мидия отрядом судов под командованием контр-адмирала И. И. Стожевского.

## История службы
Фрегат «Мидия» был заложен в Николаеве и после спуска на воду в 1844 году перешел из Николаева в Севастополь.
В 1845—1848 годах в составе отрядов выходил в крейсерство у кавказского побережья. 28 ноября 1847 года во время боры в Цемесской бухте стал дрейфовать к берегу, отдал дополнительный якорь и остановился в 50 метрах от мели. 13 и 14 января 1848 года во время боры в Цемесской бухте стоял на якорях, сильно обледенел снаружи и внутри, но экипаж сумел спасти фрегат. В эти дни от боры погибло пять судов.
В составе эскадр находился в практических плаваниях в Черном море в 1849 и 1851 годах, а также в крейсерском плавании у берегов Абхазии в 1849 году. В 1852 года находился в плавании в Чёрном море с учениками учебных экипажей. С марта по июль 1853 года в составе отряда выходил в крейсерство к кавказскому побережью.
С начала Крымской войны стоял в Севастополе в готовности к выходу в море. С февраля 1854 года стоял в готовности в составе эскадры защиты гавани. В декабре 1854 года на борту фрегата оборудован временный госпиталь.
16 февраля 1855 года «Мидия» был затоплен на Севастопольском рейде.  После войны при расчистке Севастопольской бухты в 14 мая 1859 года корпус корабля переломился при подъеме.

## Память
- В 1905 году к 50-летию обороны Севастополя, сооружён монумент «Памятник затопленным кораблям»[6].

## Командиры фрегата
Командирами фрегата «Мидия» в составе Российского императорского флота в разное время служили:
- В. А. Власьев (1844—1845 годы);
- капитан 1-го ранга П. И. Касторф (с 1846 года до 6 (18) декабря 1847 года);
- капитан 2-го ранга В. Г. Рюмин (с 6 (18) декабря 1847 года)[источник не указан 569 дней];
- капитан 2-го ранга А. Х. Винк (1851—1852 годы)[4];
- Н. Е. Каландс (1853 год).